# Carex alboviridis
Carex alboviridis är en halvgräsart som beskrevs av Charles Baron Clarke. Carex alboviridis ingår i släktet starrar, och familjen halvgräs.
Artens utbredningsområde är Madagaskar. Inga underarter finns listade i Catalogue of Life.